# Afgekia sericea
Afgekia sericea es una especie de planta fanerógamas  perteneciente a la familia Fabaceae. Es originario del Sureste de Asia donde se distribuye por Tailandia y Papúa Nueva Guinea. 

## Taxonomía
Afgekia sericea fue descrita por  William Grant Craib y publicado en Bulletin of Miscellaneous Information Kew 1927(9): 376–378. 1927.
Etimología
El género fue nombrado por las iniciales de Arthur Francis George Kerr (1877-1942), un botánico explorador irlandés que trabajaba en el entonces Siam en el siglo XX.
sericea: epíteto latíno que significa "sedosa".